# Mark Fisher
Mark Fisher   (Leicester, 11 de juliol de 1968 - Felixstowe, 13 de gener de 2017) també conegut com k-punk, va ser un escriptor, crític i teòric de la cultura anglès. Va treballar com a professor al departament de Cultures Visuals al Goldsmiths College de la Universitat de Londres. Va adquirir notorietat per les entrades al seu blog signades amb l'àlies k-punk al començament de segle XXI i pels seus escrits referits a la política radical, música i cultura popular.
Fisher va publicar diversos llibres, incloent-hi l'exitós Capitalist Realism: Is There No Alternative?, i va escriure en publicacions com The Wire, Fact, New Statesman i Sight & Sound. Va ser cofundador de l'editorial Zero Books i, més tard, de Repeater Books. Va suïcidar-se el 2017 poc abans de la publicació de The Weird and the Eerie. Posteriorment, alguns dels seus treballs han estat inclosos en diverses compilacions sobre acceleracionisme.

## Biografia
De jove, Fisher va ser influït per la premsa musical post-punk de finals de la dècada del 1970, especialment per diaris com NME en el qual es barrejava la música amb la política, el cinema i la ficció. El 1989, Fisher va fer estudis d'Humanitats, Literatura Anglesa i Filosofia a la Universitat de Hull, acabant doctorat-se en Filosofia a la Universitat de Warwick el 1999 amb la tesi titulada Flatline Constructs: Gothic materialism and Cybernetic Theory-Fiction. Durant aquesta etapa va ser membre fundador del col·lectiu interdisciplinari conegut com a Cybernetic Cultural Research Unit, el qual era afí al pensament polític acceleracionista i a l'obra dels filòsofs Sadie Plant i Nick Land. Allà va fer amistat amb el productor Kode9 (nom artístic de Steve Goodman), qui més tard fundaria el webzine i segell discogràfic Hyperdub. En els primers anys de la dècada del 1990 va formar part del grup de techno D-Generation, autors del 12" Entropy in the UK.
Fisher va començar a escriure el seu blog k-punk el 2003, el qual ha estat considerat «un dels weblogs més reeixits sobre teoria cultural». El crític musical Simon Reynolds el va descriure com «una revista feta per una sola persona superior a la majoria de les revistes de la Gran Bretanya» i com el nucli central d'una «constel·lació de blogs» en els quals cultura popular, música, cinema, política i teoria crítica són debatuts conjuntament per periodistes, filòsofs i col·legues. La revista Vice més tard descriuria la seva escriptura a k-punk com «lúcida i reveladora, analitzant la literatura, la música i el cinema que ens són familiars per a revelar els seus secrets interiors». Fisher també va cofundar el fòrum Dissensus amb l'escriptor Mate Ingram.
Més tard, Fisher va ser professor visitant de l'assignatura de Cultura Visual i Sonora al Goldsmiths College i membre dels consells editorials de la publicació Interference: A Journal of Audio Culture i de la sèrie de llibres editats per la Universitat d'Edimburg sobre Realisme Especulatiu, així com editor adjunt suplent a la revista The Wire. El 2009, Fisher va editar The resistible Demise of Michael Jackson, una col·lecció d'assajos crítics sobre la carrera i mort de Michael Jackson, i Capitalist Realism: Is There No Alternative?, una anàlisi dels efectes ideològics del neoliberalisme en la cultura contemporània. Fisher també va ser un crític primerenc de la «cultura de la indignació» (reconeixible amb facilitat en les polèmiques que tenen lloc en xarxes socials com Twitter), publicant el 2013 el polèmic assaig Exiting the Vampire Castle. En ell, Fisher critica que aquesta «cultura de la indignació» ha creat un espai «on la solidaritat és impossible, però la culpa i la por són omnipresents». Així mateix, assenyala que aital cultura redueix cada problema polític a una crítica de les conductes individuals en lloc de tractar els assumptes polítics a través de l'acció col·lectiva. El 2014, Fisher va publicar Ghosts of My Life: Writings on Depression, Hauntology and Lost Futures, una col·lecció d'assaigs sobre temes similars analitzats a través dels prismes de la música, el cinema i l'hauntologia. El 2016, Fisher va coeditar una antologia crítica sobre l'era postpunk amb Kodwo Eshun i Gavin Butt titulada Post-Punk Then and Now, publicada per Repeater Books.

### Mort
Fisher va morir el 13 de gener de 2017 a l'edat de quaranta-vuit anys, poc abans de la publicació del seu últim llibre, The Weird and the Eerie. La seva esposa va confirmar que s'havia suïcidat. La lluita contra la depressió va ser narrada pel mateix Fisher en diversos articles i en Capitalist Realism, en què argumentava que «la pandèmia d'angoixa mental que afligeix els nostres temps no pot ser correctament entesa, o curada, si és vista com un problema personal patit per individus malmesos».
Poc abans de morir Fisher tenia planejada la publicació d'un nou llibre, Acid Communism, fragments del qual apareixen en l'antologia k-punk: The Collected and Unpublished Writings of Mark Fisher (2004-2016) publicada el 2018.

## Pensament

### Realisme capitalista
A la fi de la dècada del 2000, Fisher va redefinir el terme «realisme capitalista» per a descriure «la sensació generalitzada que el capitalisme no només és l'únic sistema polític i econòmic viable, sinó que, ara, és impossible, fins i tot, imaginar una alternativa coherent». En el llibre de 2009 Capitalist Realism: Is There No Alternative?, expandeix aquest concepte argumentant que és el terme que millor descriu la situació ideològica existent des de la caiguda de la Unió Soviètica, en la qual les lògiques del capitalisme han vingut per delinear els límits de la vida política i social, amb efectes significatius en l'educació, la malaltia mental, la cultura i els mètodes de resistència. El resultat és una situació en la qual resulta «més fàcil imaginar la fi del món que la fi del capitalisme». 
El realisme capitalista tal com jo l'entenc no pot estar limitat a l'art o a la manera quasi propagandística segons la qual funciona la publicitat. És més com una atmosfera dominant que condiciona no sols la producció de cultura sinó també el control de la feina i l'educació i que actua com una mena de barrera invisible que constreny el pensament i l'acció.
Com a concepte filosòfic, el realisme capitalista està influït pel concepte althusserià d'ideologia, així com per les obres de Fredric Jameson i Slavoj Žižek. Fisher proposa que dins d'un marc capitalista no hi ha espai per a concebre formes alternatives per a les estructures socials, afegint que a les generacions més joves ni tan sols els preocupa reconèixer aquestes alternatives. D'acord amb la seva formulació, la crisi financera global del 2008-2012 ha agreujat aquesta situació: més que catalitzar el desig de buscar alternatives per al model existent, la resposta a la crisi ha reforçat la idea que les modificacions han de ser fetes dins el sistema existent. Fisher argumenta que el realisme capitalista ha propagat l'«ontologia empresarial» que conclou que tot hauria de ser gestionat com si fos un negoci, incloent els camps de l'educació i la salut. Seguint el treball de Fisher, el terme ha estat recollit per altres crítics literaris.

### Hauntologia
Fisher va popularitzar l'ús del concepte hauntologia de Jacques Derrida per descriure la sensació dominant segons la qual la cultura contemporània està encisada pels "futurs perduts" de la modernitat, la qual ha fracassat o ha estat cancel·lada per la postmodernitat i el neoliberalisme. Fisher i altres autors han prestat atenció a la transició cap a una economia postfordista a finals de la dècada del 1970 que ha "privat gradualment i sistemàticament als artistes dels recursos necessaris per a produir el nou". En contrast amb la nostàlgia i el pastitx irònic de la cultura postmoderna, Fisher ha definit l'art hauntològic com una exploració d'aquests punts morts o impasses i com una representació d'una "negativa a renunciar al desig de futur".
En un temps de reacció política i restauració, quan la innovació cultural s'ha detingut i fins i tot ha retrocedit, quan «el poder opera tant predictivament com retrospectiva» (Eshun 2003: 289), una funció de l'hauntologia és continuar insistint en què hi ha futurs més enllà del temps terminal de la postmodernitat. Quan el present ha renunciat al futur, hem d'escoltar les relíquies del futur en les potencialitats no activades del passat.
Així, el concepte d'hauntologia ha estat descrit com el «desig d'un futur que mai no va tenir lloc» expressat com una posada en primer pla d'aquestes disjuncions històriques i ontològiques. El llibre de Fisher de 2014, Ghosts of My Life: Writings on Depression, Hauntology and Lost Futures, examina aquestes idees a través de fonts culturals com la música de Burial, Joy Division i el segell Ghost Box, la sèrie de televisió Sapphire & Steel, les pel·lícules de Stanley Kubrick i Christopher Nolan, i les novel·les de David Peace i John le Carré.

### El Rar i l'Esgarrifós
El llibre pòstum de Fisher, The Weird and the Eerie, explora els conceptes d'«el rar» i «l'esgarrifós» a través de diverses obres d'art, definint aquests com maneres narratives radicals o moments de «xoc transcendental» que funcionen descentrant el subjecte humà, desnaturalitzant la realitat social i exposant les forces arbitràries que la modelen. Resumint les caracteritzacions de Fisher, Yohann Koshy ha establert que «la raresa (weirdness) abunda a la frontera entre mons i el fantasmal (eerieness) es transmet des de les ruïnes dels mons perduts». El llibre inclou una discussió sobre la ciència-ficció i els orígens de l'horror com l'obra d'H.P. Lovecraft, la novel·la Picnic at Hanging Rock de Joan Lindsay (1967), i pel·lícules basades en obres de Philip K. Dick com Inland Empire de David Lynch (2006) i Under the Skin de Jonathan Glazer (2013), així com la música de la banda de post-punk The Fall i del músic Brian Eno.

## Obra
- The Resistible Demise of Michael Jackson (editor). Winchester: Zero Books, 2009. ISBN 978-1846943485
- Capitalist Realism: Is There No Alternative? Winchester: Zero Books, 2009. ISBN 978-1846943171
- Ghosts of My Life: Writings on Depression, Hauntology and Lost Futures. Winchester: Zero Books, 2014. ISBN 978-1780992266
- Post-Punk Then and Now (editor, con Gavin Butt y Kodwo Eshun). Repeater Books, 2016. ISBN 978-1910924266
- The Weird and the Eerie. Repeater Libros, 2017. ISBN 978-1910924389
- k-punk: The Collected and Unpublished Writings of Mark Fisher (2004–2016) (editado por Darren Ambrose, prólogo por Simon Reynolds). Repeater Books, 2018. ISBN 978-1910924389
- Postcapitalist Desire: The Final Lectures (edited and with an introduction by Matt Colquhoun). London: Repeater Books, 2020. ISBN 9781913462482